# Kretsfly
Kretsfly (Dicycla oo) är en fjärilsart som beskrevs av Carl von Linné 1758. Kretsfly ingår i släktet Dicycla och familjen nattflyn. Enligt den svenska rödlistan är arten nära hotad i Sverige. Arten förekommer i Götaland, Öland och Svealand. Artens livsmiljö är skogslandskap, jordbrukslandskap. Inga underarter finns listade i Catalogue of Life.

## Bildgalleri

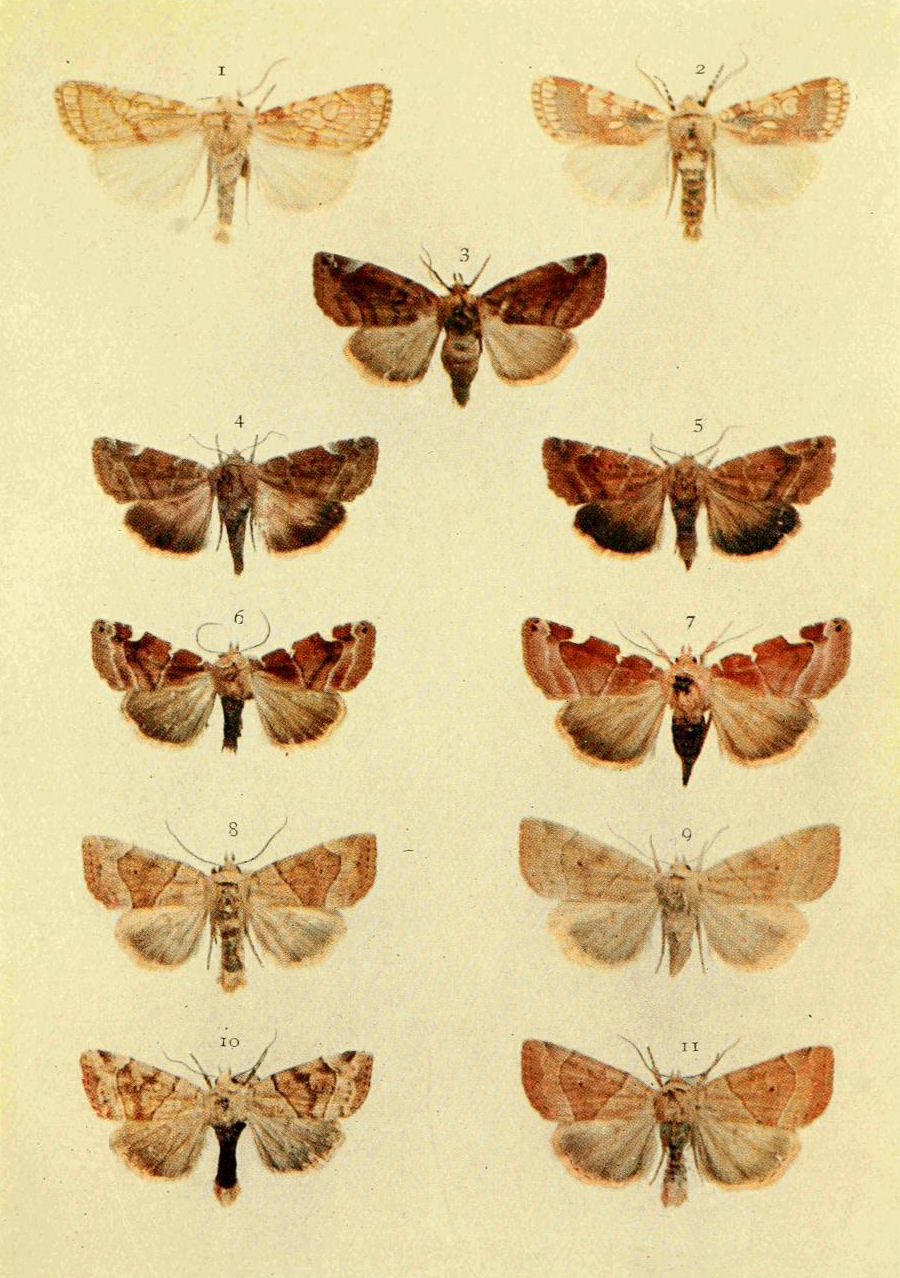